# Hendrik Johan Melgers

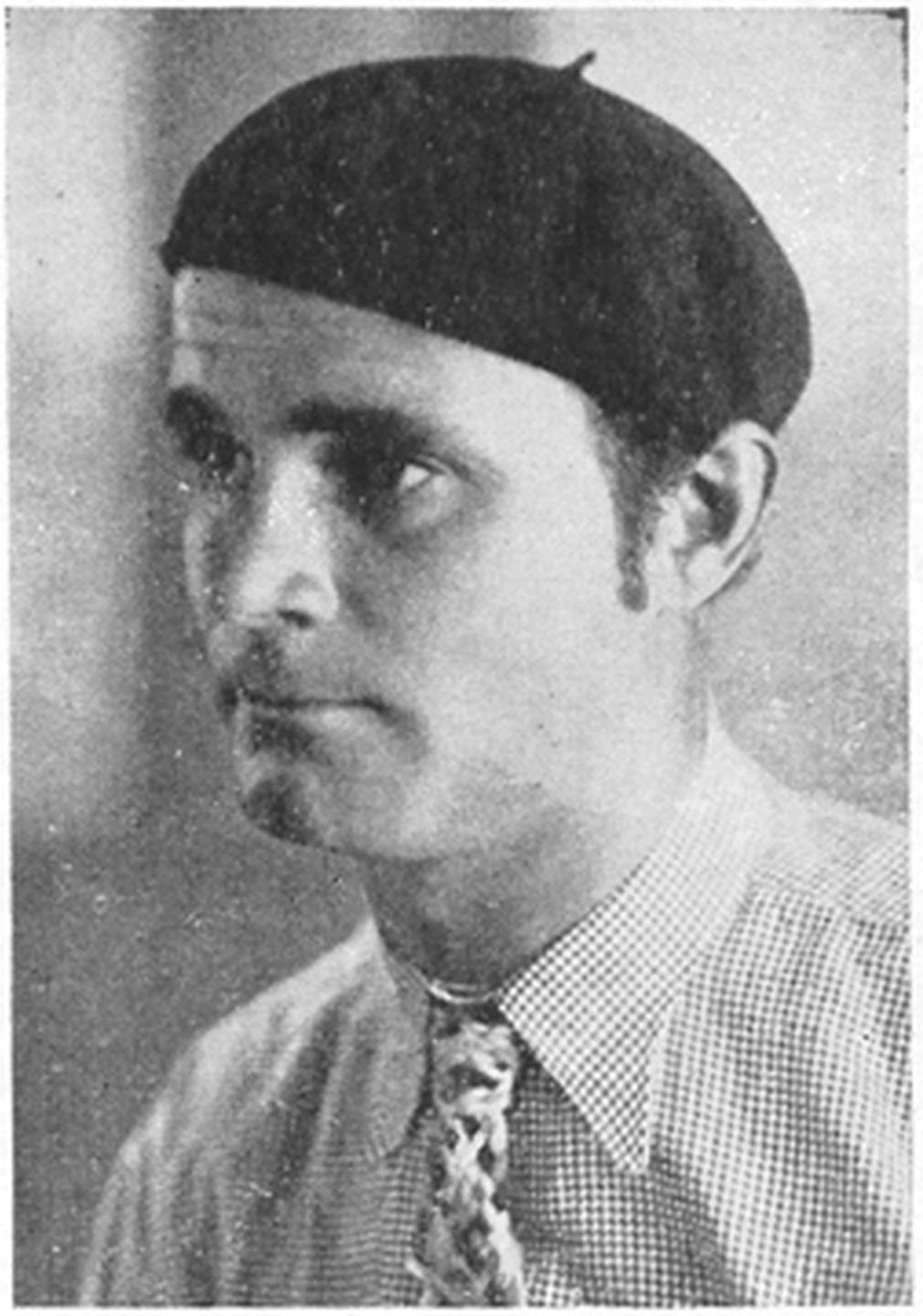
Hendrik Johan Melgers in 1937

Hendrik Johan (Henk) Melgers (Groningen, 11 april 1899 – Amsterdam, 19 augustus 1973) was beeldend kunstenaar en lid van zowel de Groninger Kunstkring De Ploeg als de Amsterdamse kunstenaarsgroep De Onafhankelijken.
Henk Melgers werd op tweejarige leeftijd wees en grootgebracht in het Groene Weeshuis aan de Oude Ebbingestraat in Groningen. In 1916 schreef hij zich in aan de Academie Minerva. In 1920 vertrok hij naar Amsterdam om in 1925 weer naar de stad Groningen terug te keren. Hij sloot zich aan bij De Ploeg. In Amsterdam had hij al geëxposeerd op de tentoonstellingen van De Onafhankelijken. Melgers exposeerde bij beide verenigingen om zijn werk grotere bekendheid te geven. Dat was hard nodig want hij verkeerde vaak in geldnood.

## De Ploeg
Aanvankelijk was Melgers actief betrokken bij De Ploeg. Hij werkte veel samen met Johan Dijkstra. Tussen 1924 en 1926 kwamen van hen schilderijen tot stand die stilistisch veel overeenkomsten vertonen. Oogsttaferelen waren in die periode favoriete onderwerpen. Melgers was overigens niet zo’n uitbundig expressionist als Dijkstra in deze jaren.
In 1927 verhuisde Melgers naar het Drentse Zeegse. De afstand tot de stad Groningen in combinatie met zijn slechte financiële situatie zorgden ervoor dat Melgers nog maar sporadisch op de vergaderingen van De Ploeg verscheen. Omdat Ploegleden alleen konden exposeren als de contributie was voldaan, waren ook vaak geen werken van Melgers te zien op de jaarlijkse Ploegtentoonstellingen. Wel exposeerde Melgers bij De Onafhankelijken in Amsterdam. In het begin van de jaren dertig exposeerde Melgers weer bij De Ploeg. In 1932 kocht de gemeente Groningen werk van hem (‘Landschap bij Noordlaren’), omdat hij tot de minder draagkrachtige kunstenaars behoorde.
In 1933 vertrok Melgers naar Amsterdam, maar hij bleef tot 1936 werk insturen voor de Ploegtentoonstellingen. In 1939 werd de naam van Melgers voor het laatst in de notulen van De Ploeg vermeld.

## Socialistisch engagement
In de tweede helft van de jaren twintig kreeg Melgers steeds meer belangstelling voor socialistisch geëngageerde kunst. In 1927 werd de Socialistische Kunstenaars Kring (SKK) opgericht en Melgers liet zich direct als lid registreren. De SKK stelde zich tot doel de socialistische gedachte in de kunsten te bevorderen om daarmee de scheiding tussen kunstenaar en samenleving op te heffen. Melgers probeerde voor dit ideaal ook in De Ploeg gehoor te vinden, maar veel bijval was er niet. Op de door de SKK in 1930 georganiseerde tentoonstelling Socialistische Kunst Heden was Melgers met 8 werken vertegenwoordigd (naast inzendingen van o.a. Bart van der Leck, Käthe Kollwitz, George Grosz en Otto Dix).
Melgers ging werken voor De Notenkraker, een satirisch weekblad uitgegeven door de Arbeiderspers. Hij verzorgde voor dit blad een groot aantal tekeningen en houtsneden, waarin de misstanden van het kapitalisme aan de kaak werden gesteld. Na de opheffing van De Notenkraker in 1936 werkte Melgers nog mee aan Vrijheid Arbeid Brood, een satirisch blad bestemd voor de straatverkoop.

## Grafisch werk
Met name in het grafisch werk van Melgers was zijn sociale en politieke betrokkenheid zichtbaar. Melgers maakte in 1929 zes houtsneden voor het boek ‘Het oproer van de vissers van St. Barbara’ van Anna Seghers. Het thema van dit boek was de vissersopstand tegen de uitbuiting van de reders. Internationaal kregen zijn houtsneden grote bekendheid. Op de tentoonstelling ‘Nederlandse Grafiek in de XIXe en XXe eeuw’ in december 1933 – januari 1934 in Boedapest, waren de houtsneden ‘Man met paard’, ‘Boerensterfkamer’, ‘Waanzin’ en ‘Boeren’ te zien. Hij kreeg daarvoor een erediploma.
Aan het einde van de jaren dertig sloot Melgers zich aan bij het Rode Prenten Kollektief en publiceerde in dit verband een map houtsneden ‘Tegen Oorlog en Fascisme’.

## Archivaris van De Onafhankelijken
In 1936 werd Melgers benoemd tot archivaris van De Onafhankelijken. Hij bleef dat tot het begin van de Tweede Wereldoorlog. In 1942 meldden De Onafhankelijken zich zonder protest aan bij de Kultuurkamer en ook Melgers bleef deelnemen aan de tentoonstellingen die door deze groep werden georganiseerd.

## Na 1945
Na de Tweede Wereldoorlog onderging het werk van Melgers zowel stilistisch als inhoudelijk een belangrijke verandering. Het realisme werd losgelaten en ervoor in de plaats kwamen fantastische taferelen met een knipoog naar de bestaande werkelijkheid. Koeien, varkens en kippen vliegen door de lucht of banen zich als groteske wezens een weg door de Drentse dorpen, zoals in ‘De stier is los’ uit 1945.